# تشارلز إم. شتاين
تشارلز إم. شتاين (بالإنجليزية: Charles Stein)‏ هو رياضياتي وأستاذ جامعي أمريكي، ولد في 22 مارس 1920 في نيويورك في الولايات المتحدة، وتوفي في 24 نوفمبر 2016 في فريمونت في الولايات المتحدة.